# Queen Mary Land

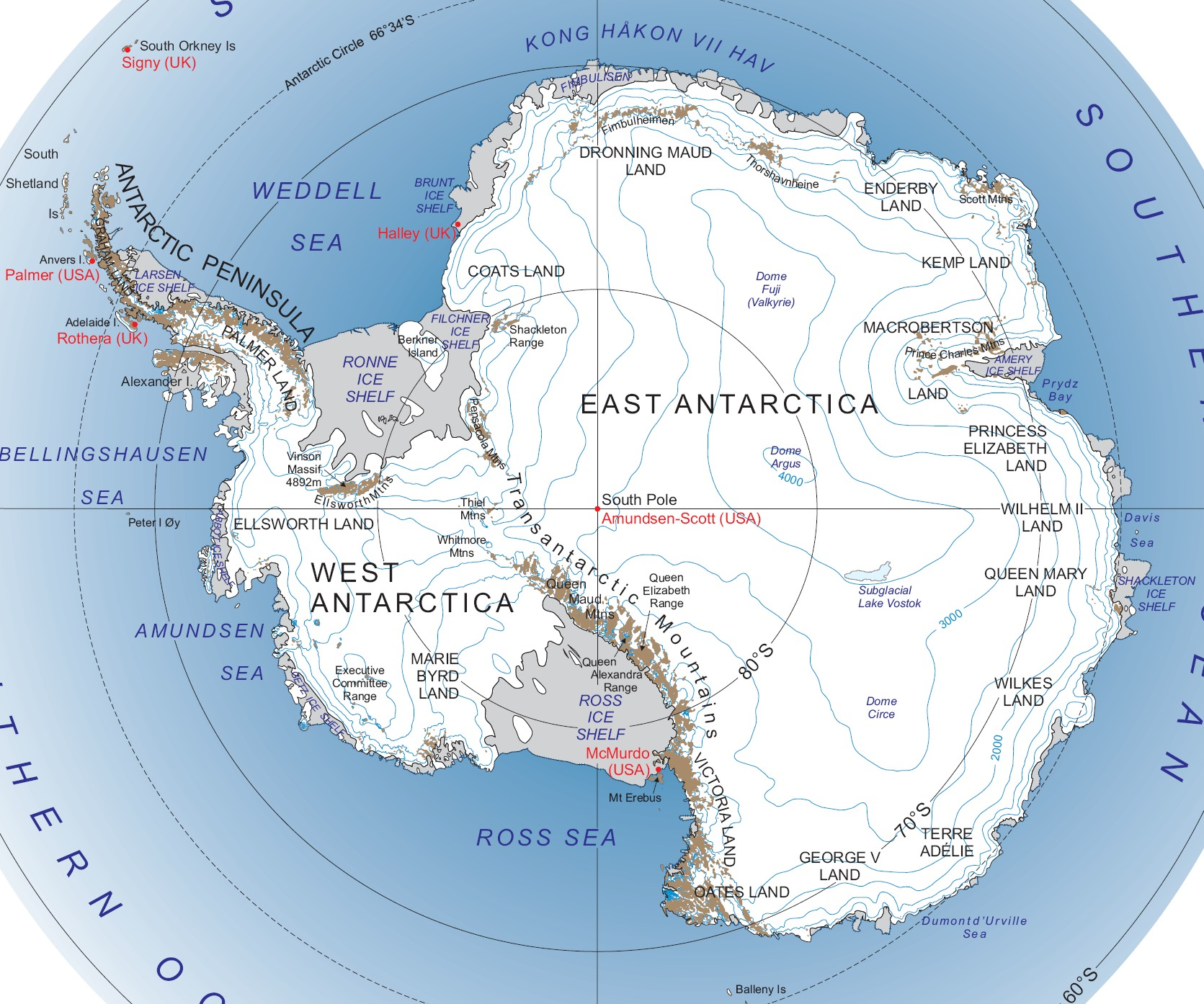
Lägeskarta, Queen Mary Land på högra nedre sidan.

Queen Mary Land eller Queen Mary Coast är ett landområde i östra Antarktis.

## Geografi
Queen Mary Land ligger i Östantarktis mellan Wilhelm II land och Wilkes land. Området ligger direkt vid Davishavet mellan Cape Filchner vid Shackleton shelfisen och Cape Hordern. Kusten är cirka 300 km lång och området sträcker sig mellan cirka 91° 54' Ö till 100° 30' Ö.
Området är småkuperad med den antarktiska oasen Bunger Hills  igränslandet mot Wilkes Land som högsta punkt.
Queen Mary Land omfattar:
- delar av Knox Coast, (mellan 100° 31' Ö till 109° 16' Ö)

Områdets ligger inom Australiska Antarktis (Australiens Landanspråk på Antarktis).

## Historia
Queen Mary Lands kust upptäcktes i februari 1912 av den första Australiska Antarktisexpeditionen under ledning av Douglas Mawson. Området namngavs då efter Mary av Teck, kung Georg V av Storbritanniens hustru.
1947 fastställdes det nuvarande namnet av amerikanska "Advisory Committee on Antarctic Names" (US-ACAN, en enhet inom United States Geological Survey).